# 철기 시대의 도검

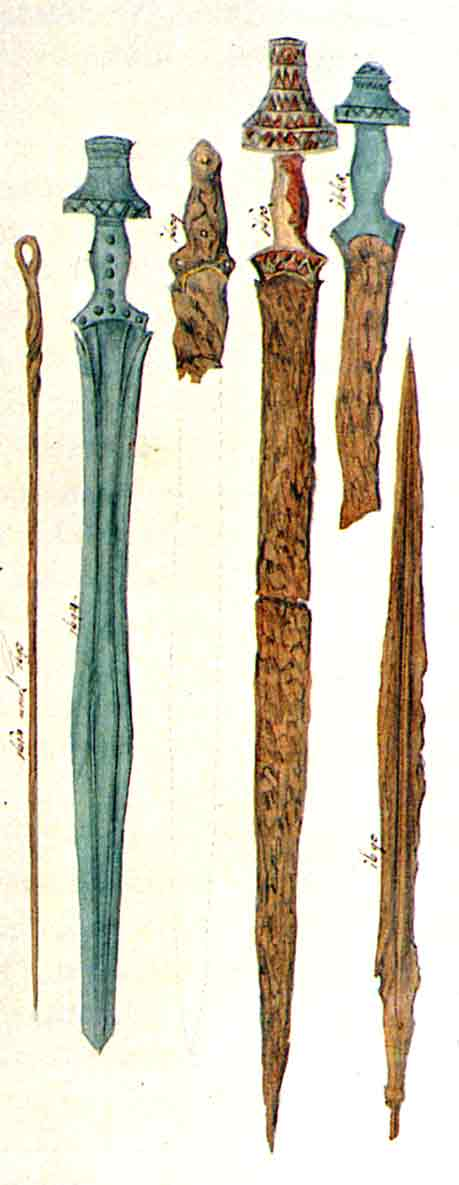
할슈타트에서 발굴된 켈트 도검(19세기에 그린 그림). 켈트족의 양날 철검은 거의 모든 서양 도검의 선조가 된다.

철로 만든 도검은 철기 시대 초기(기원전 12세기경)부터 나타나지만 기원전 8세기 이전에는 널리 퍼지지 않았다.
철기 시대 초기의 철검은 후대의 강철 도검과 비교해 약간 다르다. 이 시기 검들은 담금질보다는 가공을 통해 경화하였고, 때문에 그보다 이른 시기의 청동 도검보다 아주 약간 더 강할 뿐이었다. 때문에 철검 역시 청동검과 마찬가지로 사용하다 휘어버릴 수 있었지만, 그 재료인 철이 청동보다 훨씬 대규모 생산이 가능하다는 점에서 청동을 밀어내고 우위를 차지했다.
이후 대장장이들은 약간의 탄소를 첨가(제련 과정에 숯을 추가하는 방식으로 이루어짐)함으로써 일반 무쇠보다 더욱 향상된 합금, 즉 강철을 만들어낼 수 있게 되었고, 담금질과 조질을 통해 더욱 단단하면서도 탄성적인, 휘어도 모양이 복원되는 검을 만들 수 있게 되었다. 그러나 이러한 제강 공법이 개발되고 또 보편화되는 과정은 매우 길었으며, 심지어 중세 초기에도 일부에서는 그냥 무쇠 도검을 사용하기도 했다.

## 같이 보기
- 스파타 (무기)